# 奥克兰 (加利福尼亚州)
奧克蘭，意為“橡樹之地”。位於美國北加州舊金山灣，也是阿拉米達縣縣治所在。俗稱「橡木城」（Oaktown），粵語稱「屋崙」。奧克蘭距一灣之隔的舊金山約19公里，其與柏克萊、康科德、里士满、利弗莫尔、弗里蒙特位於舊金山東邊，此區域也稱為「東灣」。
奧克蘭始建於1851年，1906年舊金山大地震後，由於舊金山市區建築物幾乎全倒，許多人陸續搬遷到奧克蘭和附近城鎮居住。奧克蘭依山伴海，氣候較舊金山暖活，幅地較舊金山大，房價相對便宜，奧克蘭和東灣其他城市的居民多還是前往舊金山上班為主。奧克蘭北邊有柏克萊加州大學；居民可經海灣大橋和搭舊金山灣區地鐵或是接駁船前往舊金山；西南方有阿拉米達島，南邊以聖利安卓為鄰。奧克蘭行政區內還有一個富裕的獨立城鎮皮蒙特（Piedmont）。
根據美國人口調查局2022年统計，奧克蘭是舊金山灣區第三大城市，人口僅次於舊金山及聖荷西，共有430,533人。2021年美國聯邦調查局報告顯示奧克蘭在全美最危險的城市中排行十六，在加州所有城市中算是中上程度。
奧克蘭港是美國第八大主要商港，美國西岸第四大商港。奧克蘭國際機場是廉價航空公司（主要是西南航空和精神航空，與聖荷西機場，舊金山機場構成灣區三大機場，主飛國內，夏威夷和墨西哥航線，也偶有歐洲廉價班機航班。奧克蘭也是北加州火車運輸中心，海運貨物到達奧克蘭港卸貨後由列車運往美西各地，乘客可在二街的傑克倫敦火車站搭Amtrak前往洛杉磯、西雅圖、沙加緬度、鹽湖城、芝加哥和紐約等大城市。
奧克蘭由於地價較一水之隔的舊金山便宜，交通運輸便利，加上離南灣的矽谷不遠，許多企業總部坐落於此，如全美最大的連鎖醫院凱薩醫療機構、藍瓶咖啡，舊金山灣區地鐵、醉爾斯冰淇淋、潘朵拉線上音樂、旅遊書出版社寂寞星球等。

## 歷史

### 奧隆尼
最早在今天奧隆尼人的位置定居的是一個叫做胡奇翁（Huchiun）的印第安部族，奧隆尼又稱之為西部人，集中住在今美麗湖（Lake Merritt）和北邊靠近埃默里维尔的特梅斯卡尔溪。

### 西班牙殖民時期
西班牙征服者（Conquistadores）于1772年以西班牙國王名義佔領了加州包含奧克蘭一帶的土地。十九世紀初，西班牙國王將舊金山東灣賜予了一個叫做佩拉尔塔的軍人在這裡開農場謀生（獨立後管理加州的墨西哥政府沒有反對佩拉爾塔的業權）。農場就叫做聖安東尼奧農場。農場裡面有一排橡樹由今下城的位置生到出去今日阿拉米達市的位置。佩拉尔塔叫這裡為「艾西納爾」（Ecinar），即「橡樹園」的西班牙文。佩拉爾塔於1842年過世後，土地分給他四個孩子，當中獲得大部分土地的安东尼·玛丽亞和文森特將這塊地開放給搬到這裡的居民和商人。
美墨戰爭墨西哥戰敗後，美國正式將加州納入版圖。佩拉爾塔家族聲稱當時農場許多土地常因種族因素遭外人強行霸佔，豢養的牛群也遭人搶奪。當地的卡本特律師（第一任市長）以不當契約欺騙農場地主佩拉尔塔，強行奪取了奧克蘭附近19,000英畝的土地。

### 一八五零年至一九零零年
奧克蘭由卡本特、亞當斯和墨恩三人始建於1851年，1952年納入加州版圖時，市區範圍約是圣保罗街、百老匯街和14街以南至港口邊，全鎮包含了兩所客棧，兩個倉庫，一條趕牛小徑和一個碼頭，當時居民約75–100人。1854年正式成為加州一個城市，奧克蘭創始人之一的卡本特擔任第一任市長。1849年掏金潮開始後，許多人搭船到舊金山經奧克蘭前往沙加緬度北邊挖金礦、奧克蘭就成為挖礦人掏金的物品集散中心。中國在19世紀後期經歷過鴉片戰爭和太平天國之亂後，許多華東華南的華人移民到此幫忙建造太平洋鐵路。1868年太平洋鐵路完成貫連美國大陸連接到奧克蘭商港，舊金山的貨物可靠船過舊金山灣到再經奧克蘭運往美國各地，奧克蘭成為美國西岸鐵陸貨物的集散地。
今日的人工湖美麗湖當年只是一片濕地。1870年，當時的市長塞缪尔·梅里特下令建造美麗湖。建造初期保留周圍的濕地作為野生動物保育區，但持續有人在這裡建造房屋令濕地消失。大約在1915年，美麗湖周邊變成了今日的面貌，為美國最大的內陸鹹水湖。
1891年來往奧克蘭來往柏克萊的電軌車開始營運，另外多條馬車和巴士路線組成一個所謂的钥匙系统，即今日阿拉米達縣公車系統AC过境的前身。

### 1900年代至第二次世界大戰
由於人口日漸增加，奧克蘭逐漸往北邊和東邊拓展，例如它東面的阿拉米達縣就變成現在的奧克蘭東區。二十世紀的西太平洋發展需求，奧克蘭於1902年決定拓寬與阿拉米達鎮兩邊的人工水道以建立更多的深海港口，這讓阿拉米達鎮成了一個獨立的小島。1906年的舊金山大地震造成許多人無家可歸，大量舊金山居民遷往奧克蘭和附近的城鎮避難。1908年，舊金山的報業大亨兼律師霍默·伍德建議他的好友弗兰克·比尔格在東灣建立扶輪社。當年十一月二十七日，伍德、比爾格和其他23人在奧客蘭13街的宏標飯館成立了三市扶輪社，這為當時世上第三所扶輪社，1911年改名為奧克蘭扶輪社，各扶輪社每週聚會的規定從那時候開始。

#### 航空業

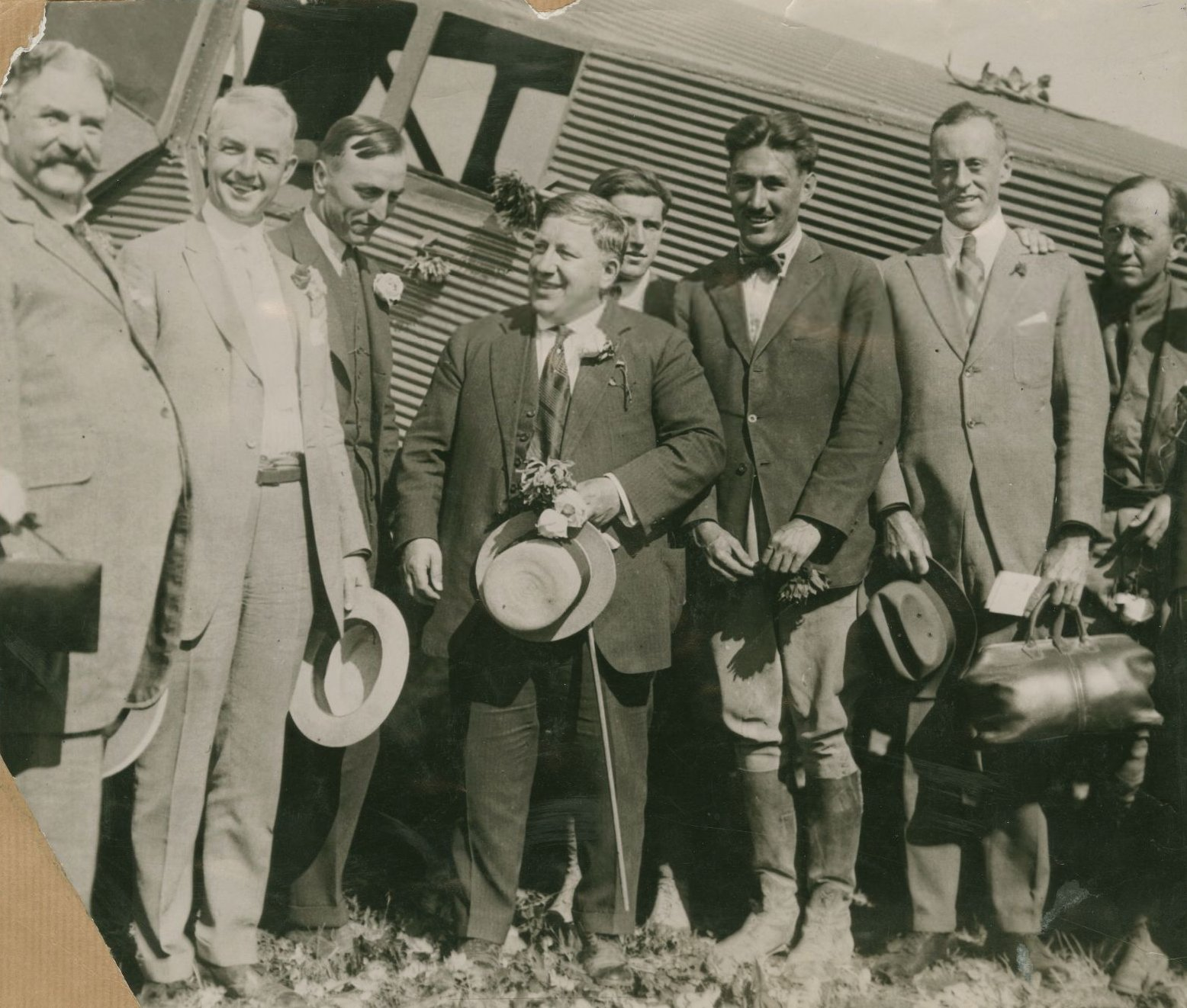
航空郵政試飛前，最左邊是當時市長约翰·L·戴维。

1909年9月21日，中國飛機工程師馮如（1884年1月12日-1912年8月25日）在現在莱尼学院的位置成功試飛自製飛機，成為史上第一個中國飛行員。
1916年奧克蘭的杜蘭特機場在現今的東14街和82大道落成，1920年8月9日，首次由美國東岸起飛橫跨美洲東西兩岸的航空郵政降落在杜蘭特機場（Airmails of the United States#Transcontinental Air Mail）由奧克蘭首次試飛。
1927年9月17日，著名飛行員查爾斯·林德伯格主持開幕儀式，奧克蘭國際機場開始運作。
1937年5月21號，傳奇女飛行員愛蜜莉亞·厄爾哈特從奧克蘭起飛，開始了她人生最後一次飛行。

#### 汽車及其他工業發展
到了20世紀20年代，已經有眾多工業家在奧克蘭開辦了工廠。1917年，通用汽車（General Motors）在奧克蘭東區開辦了一條雪佛蘭（Chevrolet）生產線。到1929年，克萊斯勒（Chrysler）也在奧克蘭開了生產線，奧克蘭被譽為「西岸的底特律」，通用於1969年將生產線遷往了南邊的佛利蒙廠，現今為特斯拉電動車第一條生產線。
1929年，醉爾斯冰淇淋雪糕在奧克蘭首次推出「石板街」（Rocky Road）雪糕。
1936年11月12日，海灣大橋通車，當時上層橋面行駛汽車而下層橋面做鐵路用。

### 第二次世界大戰
二次大戰期間，整個東灣都投入和戰爭有關的業務。例如凱撒船塢（Kaiser Shipyards）和摩爾旱塢（Moore Dry Dock Company）。另外，罐頭食品需求龐大，所以有不少食品廠在這裡開廠，例如地們（Del Monte）生產商The Oakland Preserving Company。
大戰不只為奧克蘭帶來了商家，同時亦吸引了全國各地的勞工；不過帶來生產力之餘亦帶來當時南部州份的種族隔離主義，使各種族關係日趨惡化。

### 戰後
戰後，因為造船業同軍事工業停辦，所以就業機會大減，不少人因為這種原因選擇離開奧克蘭搬去附近的城市。人是少了，但奧克蘭的種族問題加劇了。
四五十年代起，奧克蘭警察局（Oakland Police Department，OPD）顧請一批從南部來的警員，他們引入他們家鄉的一套來這裡執法，引發不少種族衝突。
截至1966年，奧克蘭警察局中661個警員當中只有16個是黑人。全國各地一連串警員打黑人事件後，梅里特学院學生休伊·牛顿于1966年10月在奧克蘭組織了「黑豹黨」（Panther Party，簡稱 BPP）宣稱以武力自衛。另外，「地獄天使」電單車會開始由純粹電單車聯誼組織演變成飛車黨再演變成犯罪組織。同一時期，奧克蘭市開始要面對毒品氾濫、黑社會及暴力罪案等等一大堆以前並不存在的問題。

### 一九八零年代及其後
自八十年代起，越來越多拉丁裔移民搬入奧克蘭（尤其在弗鲁特维尔區一帶）。這個區是奧克蘭舊區之一，原屬佩拉尔塔家族，所以比較吸引那些講西班牙語的拉丁裔移民。
1989年10月17日，1989年洛马普列塔地震震垮了一段架空的行車天橋，造成四十二人死亡。地震亦導致部分建築物損毀，包括海灣大橋。
1991年10月20日，1991年奧克蘭山火燒毀了大約六平方公里土地和約四千間屋，造成一百五十人受傷，二十五人死亡；經濟損失約十五億美元。
2009年1月1日凌晨兩點，舊金山灣區捷運（BART）的數名捷運警察在福祿維爾車站月台上盤問幾個人。期間白人警員約翰尼斯·梅塞勒開槍打死已經趴在地下的黑人青年奥斯卡·格兰特三世。有乘客拍攝到當時情形，但開槍警員沒有被其他同事拉回去調查，反而失蹤。片段被放上分享網站Youtube，激發公憤。一月七日，大批有色人種上街示威，示威最後變成暴動。涉案警員于1月14日被人于內華達州捉回來候審。2010年7月，約翰尼斯·梅塞勒被裁定誤殺罪名成立，被判入獄兩年。裁決引發另一次示威。
2009年3月21日，假釋犯洛维尔·米克森在街上被截查時開槍打死兩個警察，奧克蘭市警察局立即聯同阿拉米達縣警局（Alameda County Sheriff's Office，ACSO）、加州公路巡邏隊（California Highway Patrol，CHP）和捷運鐵路警察部一齊搜捕。當奧克蘭警察局攻擊小隊來到米克森藏身處時，米克森開槍打死兩個行頭的警長，又打傷了第三個警員；但最後都還是被再後面上來的警員打死了。
華裔候任市長關麗珍于2011年1月3日宣誓上任，成為奧克蘭市首位華裔市長和首位女市長。
2011年10月10日，受「佔領華爾街行動」影響，「佔領行動」來到奧克蘭，變為「佔領奧克蘭行動」（Occupy Oakland）。示威者聚集在市政府前的法蘭克·奧嘉瓦廣場並且紮營露宿。「佔領奧克蘭行動」持續到11月中，期間示威者同執法人員爆發多次衝突。例如11月2日，示威者聚集在海港碼頭，執法人員到場驅趕示威者，行動中，兩名示威者重傷。由於傷者可能因執法人員使用過度武力而受傷，輿論抨擊市政府處理手法。另外有1名示威者被人開槍打死，兇手還未找到。「佔領奧克蘭行動」于11月14日結束。
2012年4月2日早晨十點半左右，位於奧克蘭東部的私立大學奥伊科斯大学發生兇案，韓籍疑凶吴立在校園開槍射殺了七個人并打傷三個人。案發大約一個鐘頭之後，疑兇向阿拉米達市警方自首。

## 地理、氣候

### 地理
奧克蘭市大約位於北緯37度48分，西經122度15分。總面積為202.4平方公里（78.2平方英里），陸地面積有145.2平方公里（56.1平方英里），水面積是57.2平方公里（22.1平方英里）。沿海灣大部分地方為平地，再深入內陸就是山。粗略可以將奧克蘭分做北、東、西、和中四個區，另外還有湖邊、山邊等等小區。
由邻近圣安德烈亚斯断层且位于海沃德断层正上方，奧克蘭同區內其他城市一樣，會受地震威脅。

### 氣候
奧克蘭夏天温熱，冬天雨多温冷。日間氣溫可以低至華氏40度（攝氏7度）高至80度（攝氏25度）。降雨量有4.85吋至0.1吋左右。
| 奧克蘭博物館 (1991年–2020年)       | 奧克蘭博物館 (1991年–2020年) | 奧克蘭博物館 (1991年–2020年) | 奧克蘭博物館 (1991年–2020年) | 奧克蘭博物館 (1991年–2020年) | 奧克蘭博物館 (1991年–2020年) | 奧克蘭博物館 (1991年–2020年) | 奧克蘭博物館 (1991年–2020年) | 奧克蘭博物館 (1991年–2020年) | 奧克蘭博物館 (1991年–2020年) | 奧克蘭博物館 (1991年–2020年) | 奧克蘭博物館 (1991年–2020年) | 奧克蘭博物館 (1991年–2020年) | 奧克蘭博物館 (1991年–2020年) |
| 月份                               | 1月                          | 2月                          | 3月                          | 4月                          | 5月                          | 6月                          | 7月                          | 8月                          | 9月                          | 10月                         | 11月                         | 12月                         | 全年                         |
| ---------------------------------- | ---------------------------- | ---------------------------- | ---------------------------- | ---------------------------- | ---------------------------- | ---------------------------- | ---------------------------- | ---------------------------- | ---------------------------- | ---------------------------- | ---------------------------- | ---------------------------- | ---------------------------- |
| 历史最高温 °F（°C）                | 78 (26)                      | 82 (28)                      | 88 (31)                      | 97 (36)                      | 105 (41)                     | 106 (41)                     | 103 (39)                     | 99 (37)                      | 109 (43)                     | 103 (39)                     | 84 (29)                      | 75 (24)                      | 109 (43)                     |
| 平均最高温 °F（°C）                | 68.6 (20.3)                  | 72.5 (22.5)                  | 76.7 (24.8)                  | 82.2 (27.9)                  | 84.2 (29.0)                  | 88.7 (31.5)                  | 86.0 (30.0)                  | 87.5 (30.8)                  | 90.6 (32.6)                  | 87.7 (30.9)                  | 77.1 (25.1)                  | 68.0 (20.0)                  | 92.6 (33.7)                  |
| 平均高温 °F（°C）                  | 59.8 (15.4)                  | 62.4 (16.9)                  | 64.7 (18.2)                  | 66.8 (19.3)                  | 68.6 (20.3)                  | 71.8 (22.1)                  | 71.6 (22.0)                  | 72.8 (22.7)                  | 74.6 (23.7)                  | 72.7 (22.6)                  | 65.8 (18.8)                  | 59.7 (15.4)                  | 67.6 (19.8)                  |
| 日均气温 °F（°C）                  | 52.5 (11.4)                  | 54.7 (12.6)                  | 56.7 (13.7)                  | 58.5 (14.7)                  | 60.8 (16.0)                  | 63.4 (17.4)                  | 64.1 (17.8)                  | 65.2 (18.4)                  | 65.9 (18.8)                  | 63.7 (17.6)                  | 57.6 (14.2)                  | 52.4 (11.3)                  | 59.6 (15.3)                  |
| 平均低温 °F（°C）                  | 45.1 (7.3)                   | 47.1 (8.4)                   | 48.7 (9.3)                   | 50.3 (10.2)                  | 52.9 (11.6)                  | 55.0 (12.8)                  | 56.6 (13.7)                  | 57.6 (14.2)                  | 57.2 (14.0)                  | 54.6 (12.6)                  | 49.4 (9.7)                   | 45.1 (7.3)                   | 51.6 (10.9)                  |
| 平均最低温 °F（°C）                | 37.9 (3.3)                   | 40.2 (4.6)                   | 42.4 (5.8)                   | 45.0 (7.2)                   | 49.4 (9.7)                   | 51.9 (11.1)                  | 54.0 (12.2)                  | 55.6 (13.1)                  | 53.6 (12.0)                  | 49.0 (9.4)                   | 41.7 (5.4)                   | 37.5 (3.1)                   | 36.4 (2.4)                   |
| 历史最低温 °F（°C）                | 30 (−1)                      | 29 (−2)                      | 34 (1)                       | 37 (3)                       | 43 (6)                       | 48 (9)                       | 51 (11)                      | 50 (10)                      | 48 (9)                       | 43 (6)                       | 36 (2)                       | 26 (−3)                      | 26 (−3)                      |
| 平均降水量 （mm）                  | 4.35 (110)                   | 4.35 (110)                   | 3.21 (82)                    | 1.37 (35)                    | 0.75 (19)                    | 0.20 (5.1)                   | 0.00 (0.00)                  | 0.05 (1.3)                   | 0.10 (2.5)                   | 1.13 (29)                    | 2.44 (62)                    | 4.66 (118)                   | 22.61 (574)                  |
| 平均降水天数（≥ 0.01 in）          | 10.4                         | 10.0                         | 10.4                         | 5.9                          | 3.7                          | 1.1                          | 0.1                          | 0.3                          | 0.8                          | 3.0                          | 6.5                          | 10.5                         | 62.7                         |
| 来源：NOAA (extremes 1970–present) |                              |                              |                              |                              |                              |                              |                              |                              |                              |                              |                              |                              |                              |

## 人口及收入

### 人口
| 歷年人口普查 | 歷年人口普查 | 歷年人口普查 |
| ------------ | ------------ | ------------ |
| 年份         | 人口         | 增長/減少    |
| 1860         | 1,543        | --           |
| 1870         | 10,500       | +580.5%      |
| 1880         | 34,555       | +229.1%      |
| 1890         | 48,682       | +40.9%       |
| 1900         | 66,960       | +37.5%       |
| 1910         | 150,174      | +124.3%      |
| 1920         | 216,261      | +44.0%       |
| 1930         | 284,063      | +31.4%       |
| 1940         | 302,163      | +6.4%        |
| 1950         | 384,575      | +27.3%       |
| 1960         | 367,548      | -4.4%        |
| 1970         | 361,561      | -1.6%        |
| 1980         | 339,337      | -6.1%        |
| 1990         | 372,242      | +9.7%        |
| 2000         | 399,484      | +7.3%        |
| 2010         | 390,724      | -2.2%        |

根據2022年人口普查，奧克蘭市人口數為430,533人；當中白人（佔大概32.2%）、黑人（佔大概21.8%）、拉丁美裔人（佔大概26.6%）、亞裔人（佔15.9%）,「其他族裔」人士（佔大概百分之十三點七）、有兩種或以上血統人士（佔10%）、原住民（佔1.2%）、以及太平洋諸島族裔人士（佔0.5%）。在非裔美国人大迁徙（Great Migration）中，奥克兰的黑人人口激增。
| 種族                     | 2010年統計數據   |
| ------------------------ | ---------------- |
| 總人口                   | 390,724 - 100.0% |
| 只屬於單一種族           | 368,847 - 94.4%  |
| 非拉丁美洲族裔           | 291,656 - 74.6%  |
| 非洲裔                   | 106,637 - 27.3%  |
| 白種人                   | 101,308 - 25.9%  |
| 印第安人或阿拉斯加人     | 1,214 - 0.3%     |
| 亞洲裔                   | 65,127 - 16.7%   |
| 夏威夷或太平洋島嶼原住民 | 2,081 - 0.5%     |
| 其他族裔                 | 1,213 - 0.3%     |
| 兩種族裔或以上混血       | 14,076 - 3.6%    |
| 拉丁美洲裔/西班牙裔      | 99,068 - 25.4%   |

### 收入
2022年統計顯示：奧克蘭人均收入為56,628美元；家庭收入中位數是每年94,389美元。13.2%的人口生活在貧窮線以下。
至2009年8月為止，失業率為百分之十五點二。

#### 奧克蘭市內最大僱主排行榜
| #  | 僱主                    | # 僱員人數 |
| -- | ----------------------- | ---------- |
| 1  | 亞拉米達縣政府          | 10,374     |
| 2  | 富國銀行                | 5,862      |
| 3  | 奧克蘭聯合校區          | 5,704      |
| 4  | 奧克蘭市政府            | 4,478      |
| 5  | Cost Plus World Market  | 4,125      |
| 6  | 凱撒基金醫院            | 3,105      |
| 7  | 百拉達社區學院校區      | 2,759      |
| 8  | Safeway連鎖超級市場     | 2,692      |
| 9  | 稅局                    | 2,500      |
| 10 | Albertson's連鎖超級市場 | 2,209      |

## 華埠
華人最早在19世紀50年代淘金潮時期就聚居奧克蘭，不過受到十九世紀排華潮影響，奧克蘭的華埠搬過幾次，直到19世紀80年代落腳于現在的委士打街（Webster Street）和第八街（8th Street）地區。屋崙華埠以廣東人為主，市面招牌及飲食多以廣東味居多，大多數人用廣東話交談。屋崙唐人街規模遠比三藩市小，多是以當地居民購物餐飲為主，第九街富興中心內有中文圖書館。1980年代華人移民增加後，目前以位於第九街的中華文化學院和富興中心為主，大約包含百老匯街東邊的區域，由第七街到第十一街以至莱尼学院附近，規模比三藩市的華埠略小但比較在地化，過年、中秋及端午佳節會有街會慶祝，美麗湖東南邊的東十四大道（E 14th Avenue）附近另外有東南亞華人和越南人聚集的小華埠（又叫新華埠）。每年端午節時在美麗湖會有龍舟競賽。

## 旅遊景點
- 市區內的美麗湖原先為河流聚集的濕地，1868年當時的梅里特市長建議改造成人工湖和生態保護區，為全美最大的人工鹹水湖，具有調節市區洪水和提供鳥類保育的功能，1870年成為北美洲第一個野生生態保護區。美麗湖全程五公里，環繞全程約一小時，湖的北邊有兒童樂園和鳥類保育區和植物園區，各季節有不同鳥類遷息於此，湖邊有許多咖啡廳和餐飲店、不少電影也曾在這開拍，為市民運動休閒的熱門去處。
- 查博特天文科學館為灣區主要天文台之一，為觀賞天文景觀的主要地點。阿拉米達島上的黃蜂號航空母艦博物館於90年代退役後停放於此。
- 從市區高速公路望去，位於山區白色的摩門教堂是猶他州鹽湖城總部以外最壯觀的摩門教堂之一，為婚禮拍攝的熱門地點和觀賞灣區夜景的最佳去處。
- 歷史悠久的加州奧克蘭博物館於2010年重新開放，位於唐人街旁的第九街和橡樹街，每個月的第一個週日免費參觀，博物館注重於加州歷史和現代史文物、環保教育和藝術，館外連接至美麗湖。奧克蘭博物館旁的萊尼學院停車場在每個週末都有跳蚤市場，另外在奧克蘭東區運動家棒球場附近每個週末也有大型的跳蚤市場。
- 華人早在1850年代淘金潮時就聚集於奧克蘭，受到十九世紀的排華影響，奧克蘭的中國城曾數度遷移，直到1880年代落腳於現在靠近市中心的委市打街和第八街地區、可搭乘灣區地鐵到12街站下車。奧克蘭唐人街早期規模遠小於舊金山的唐人街，1980年代華人移民增加後，目前以位於第九街的中華文化學院和富華中心為主，大約包含了市區百老匯街東邊的第七街到第十一街，現在的規模與舊金山不相上下。市區美麗湖東南邊的第十四大道附近另外有東南亞華人和越南人聚集的小唐人街，有許多口味道地的東南亞小吃。
- 傑克倫敦廣場位於市區百老匯街南端的海港碼頭處，緊鄰著北邊的中國城，主要包含了Amtrak車站、前往舊金山的接駁碼頭和假日農夫市場，傑克倫敦廣場早期為捕魚海港和貨運港，從第一街到第五街曾有許多罐頭工廠和貨物批發中心，許多工廠在關閉後已改建為熱門的阁楼（Loft），為加州特有的樓中樓公寓，附近也有電影城和許多新興的咖啡館、餐館及世界市场，藍瓶咖啡總部位於此。
- 奧克蘭市南邊國際大道的福祿維爾區為中南美洲人聚集區，在此有許多中南美洲口味的餐館。
- 美麗湖北邊的皮埃蒙特和大道區，奧克蘭北邊連接伯克萊的洛克里奇和克莱蒙特區都有很多精品店跟餐飲店，假日人潮不少。
- 奧克蘭北邊跟伯克萊交接的山上有許多步棧道和小徑，是假日休閒和觀賞舊金山金門大橋和日落的最佳景點。
- 奧克蘭北邊的埃默里维尔有宜家家居位於此，奧克蘭市區搭灣區地鐵往北十多分鐘可達伯克萊加大校區。

## 交通
80號州際公路從海灣大橋東往北經伯克萊通可去納帕酒區，加州首府沙加緬度和太浩湖，880號州際公路經奧克蘭市區往南通達南灣矽谷聖荷西後連接101號美國國道約五個半小時可達洛杉磯，580號州際公路和13號加州州道從奧克蘭往南合併後轉往內陸通往5號州際公路北接西雅圖，南往洛杉磯和拉斯維加斯。80、580、880这三条州际公路在麦克阿瑟迷宫交汇。24號加州州道從奧克蘭經柏克萊穿越 凯迪克隧道往東北方通達康科德可通往灣區三角洲和沙加緬度。
舊金山灣區捷運系統為橫跨舊金山灣區的主要交通工具，一天載運量約三十萬人次，捷運系統從南邊舊金山國際機場經過舊金山市區後，穿越灣區海底隧道可通達東灣奧克蘭、地鐵從西奧克蘭站北往柏克萊、列治文、東北線走內陸的康科德、安条克，南往奧克蘭國際機場、內陸的都柏林、費利蒙、米尔皮塔斯和聖荷西矽谷等東灣主要地區。灣區地鐵和舊金山到聖荷西的 Caltrain 火車聯接了整個灣區的交通系統。
奧克蘭市中心旁的傑克倫敦廣場有運輸船載運旅客通往舊金山市區和天使島。
奧克蘭市中心的中國城旁有委士打隧道和波西隧道連接阿拉米達北邊，福祿維爾街、公園街、高街共有三座橋樑連接阿拉米達島南邊，並可經阿拉米達通往奧克蘭國際機場。
旅客搭地鐵到奧克蘭12街地鐵站下車，可步行經中國城前往第二街的捷克倫敦廣場站可搭乘美國國鐵往北可去沙加緬度、太浩湖、西雅圖我、往南可圣华金谷地区和洛杉磯。舊金山北邊的馬林郡有SMART區間火車來往Larkspur和Santa Rosa.

## 醫療
- 全美最大的財團法人連鎖醫院──凱薩醫院總部坐落於此
- 奧克蘭兒童醫院為東灣治療兒童疾病的專門醫院，全稱加州大学旧金山分校贝尼奥夫儿童医院
- 阿拉米達縣立高地醫學中心為東灣主要急診治療中心
- 阿尔塔·贝茨善美醫學中心的奧克蘭分院為心臟血管和中風主要治療中心

## 體育球隊
奧克蘭三大職業運動隊伍都已轉往其他城市
- 美國職棒奧克蘭運動家：以奧克蘭-阿拉米達郡競技場為主場。曾在1972,1973,1974,1989在奧克蘭拿下四次總冠軍。2025年運動家主場暫遷移到西沙加緬度的薩特健康球場（Sutter Health Park）2至3年，期間隊名改為不帶有城市名稱的運動家。最後將遷移至賭城。
- 美國職籃金州勇士隊 曾以奧克蘭的甲骨文球館為主場1971-2019. 曾在1975、2015、2017、2018 於奧克蘭甲骨文球館拿過四次職籃總冠軍。金州勇士隊遷到舊金山 目前仍以奧克蘭士中心的籃球場為訓練場地。
- 美國職業橄攬球隊突擊者隊曾在奧克蘭競技場為主場 1966-1981,1995-2019,拿過兩次超級杯1976,1980 總冠軍。 現在是拉斯維加斯突擊者隊。

## 教育
1853年奧克蘭成立第一所預備學院，1855年後改稱為加州學院，校址在12街和富蘭克林街、1868年改制成加州大學，為了擴大校址，1873年後北遷到伯克萊改稱伯克萊加大，為加州第一所大學。

### 幼稚園、小學、初中、高中（K-12）
市內公立的中、小學和幼稚園通常屬於「奧克蘭聯合校區」。在2007年，奧克蘭聯合校區有五十九間小學、二十三間初中、和十九間高中，當中有九間「特別教育」學校和四間成人學校。
除了公立學校外，也有一個私立學校。公立同私立學校以外又有二十五間「特許學校」。特許學校不算私立學校，但又不歸聯合校區管理。

### 高等教育
市內合資格的學院同大學有以下幾間：
- Laney College
- Merritt College
- 加州藝術學院
- Holly Names University
- 林肯大學
- 密爾斯學院
- Patten University
- 塞繆爾梅里特大學

## 友好城市
| - 中国大连 - 日本福冈 - 俄罗斯纳霍德卡 - 牙买加奥乔里奥斯 |  | - 迦納塞康第 - 古巴圣地亚哥 - 摩洛哥阿加迪尔 - 中国锦州 - 中国湖南 - 中国江门 |

## 圖片

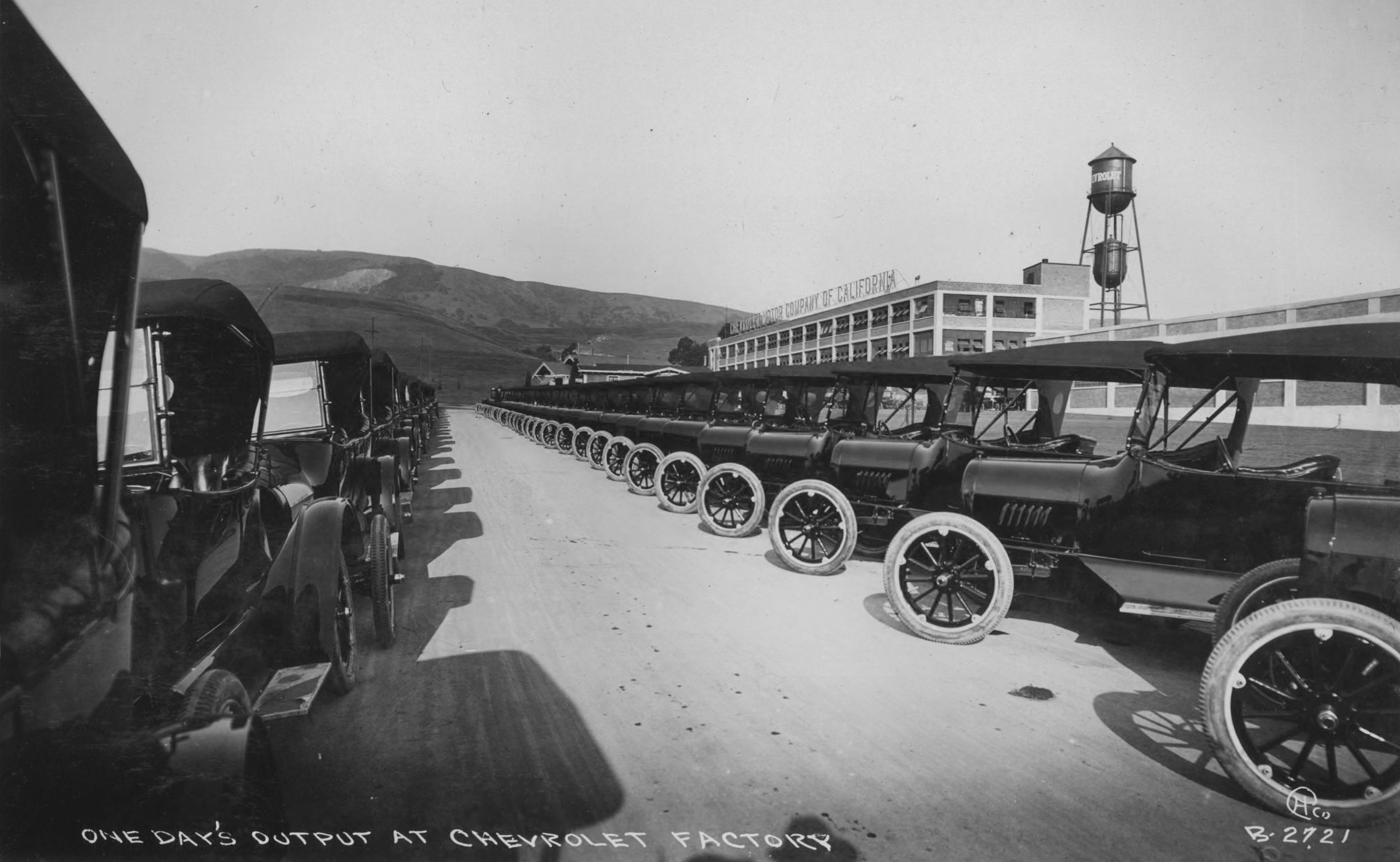
1917年奧克蘭雪佛蘭生產線
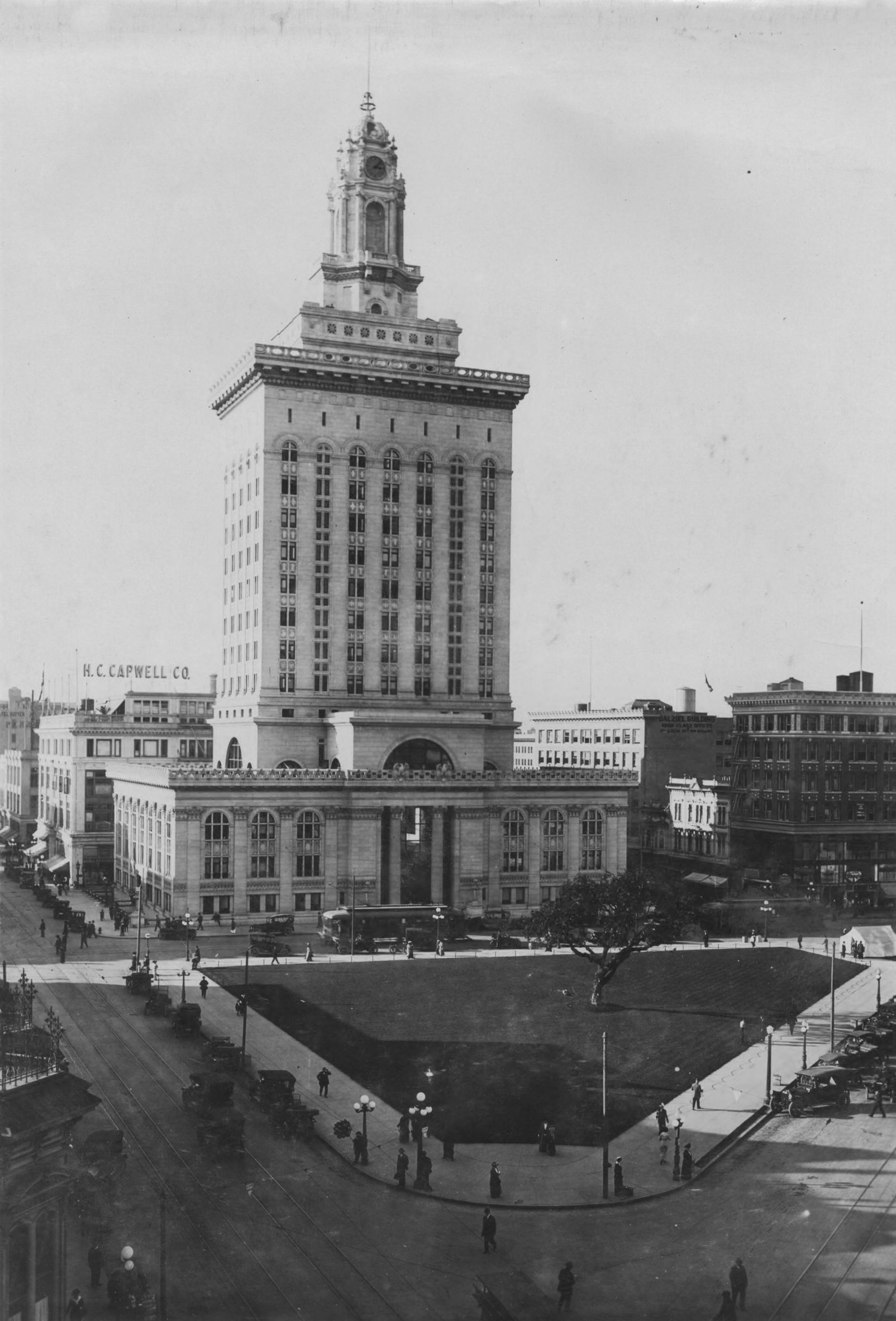
1917年奧克蘭市議會
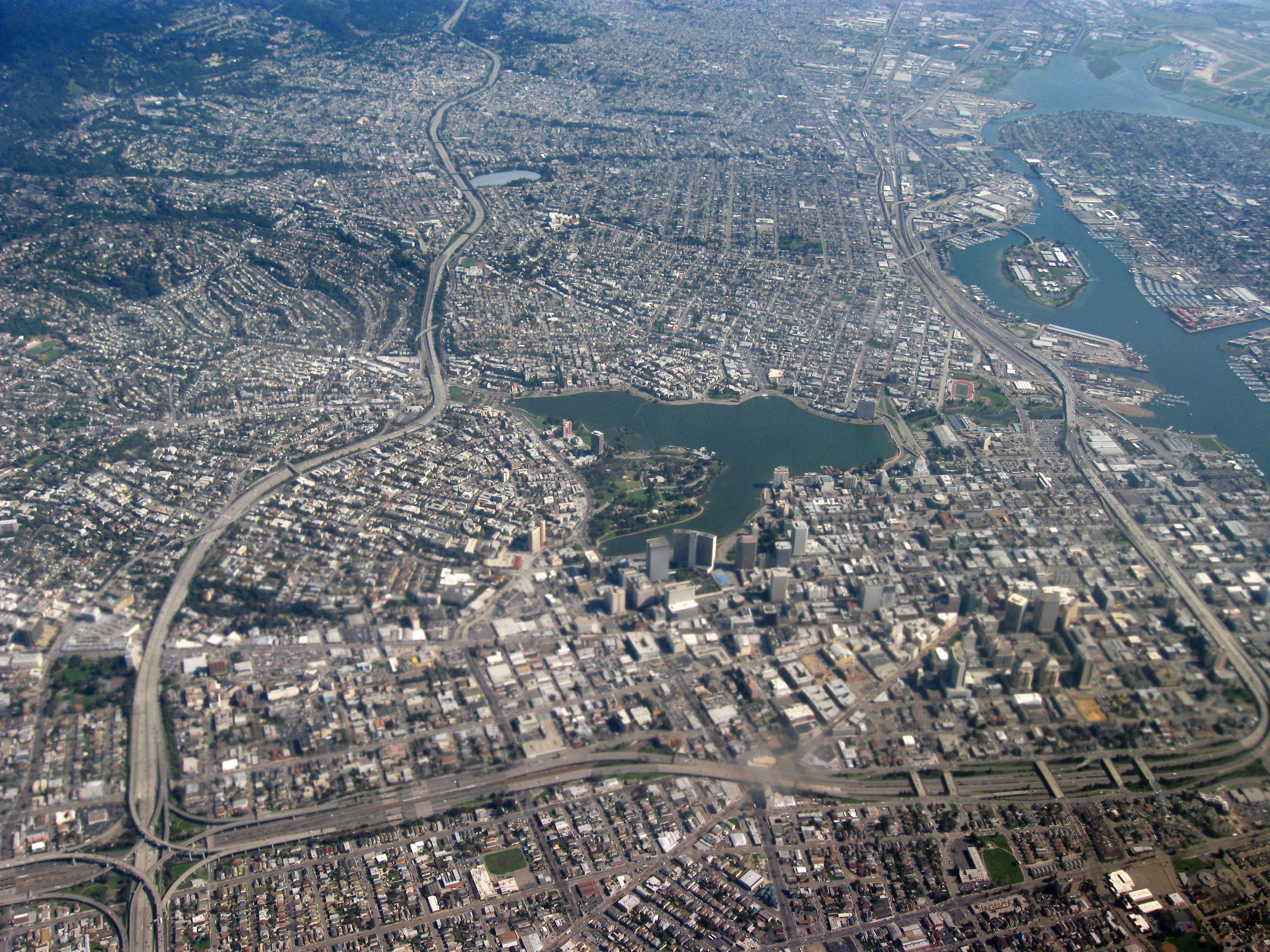
奧克蘭市鳥瞰圖
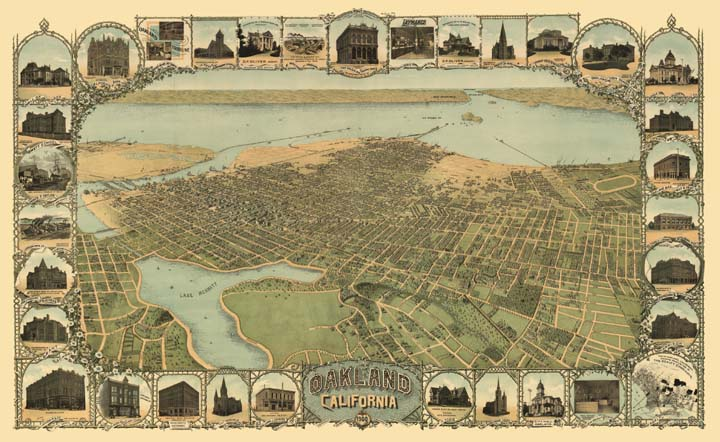
奧克蘭市早期地圖（約為大概1900年）
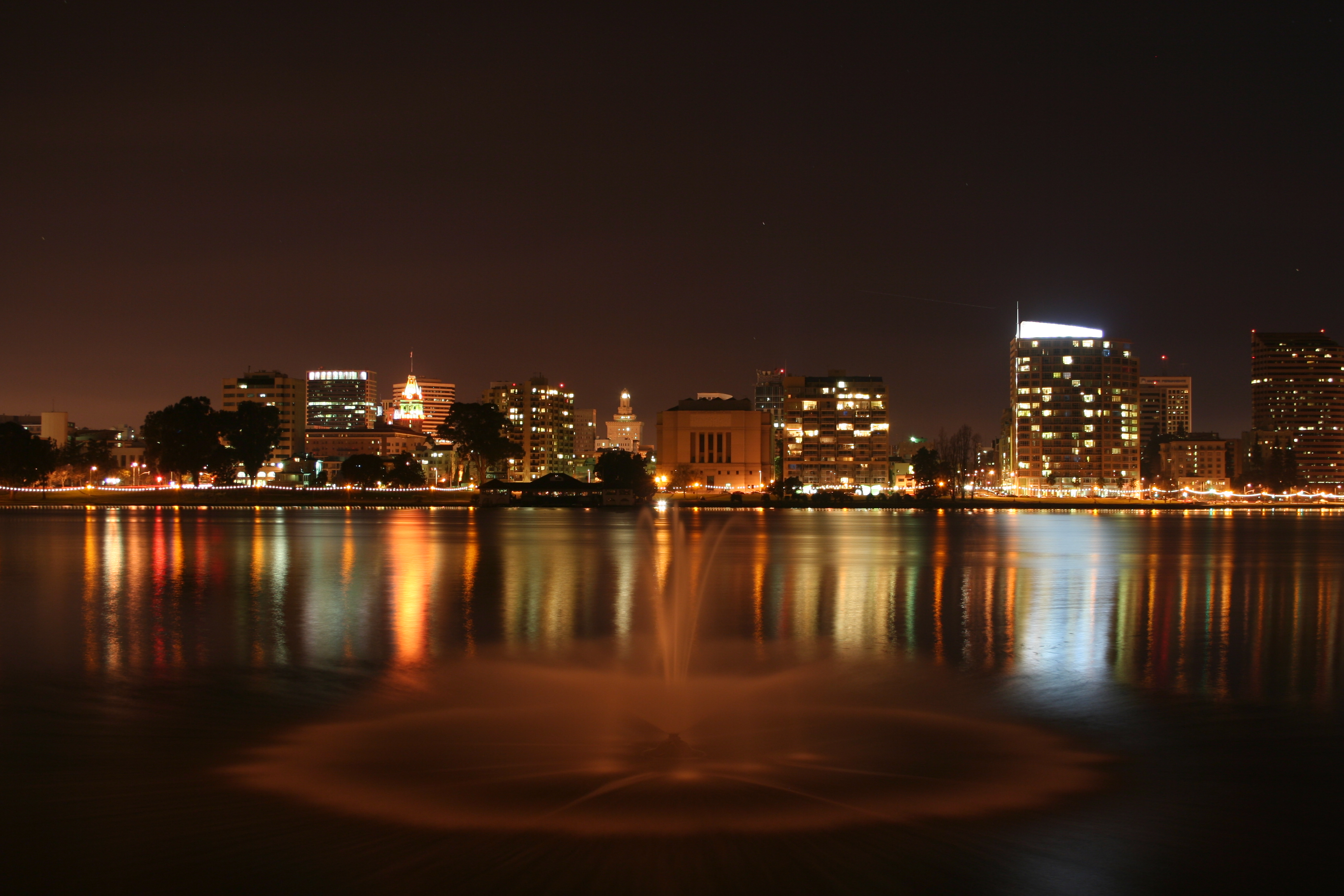
奧克蘭市Merritt湖一帶夜景